# Dolní Rychnov
Dolní Rychnov é uma comuna checa localizada na região de Karlovy Vary, distrito de Sokolov‎.